# 加尔斯滕
加尔斯滕是奥地利上奥地利州施泰尔兰县的一个市镇。总面积53平方公里，总人口6590人，人口密度124.3人/平方公里（2005年）。